# Communes de la ville métropolitaine de Milan
55 communes de la cité métropolitaine de Milan ont été transférées dans la nouvelle province de Monza et Brianza en 2009.
- Haut – A
- B
- C
- D
- E
- F
- G
- H
- I
- J
- K
- L
- M
- N
- O
- P
- Q
- R
- S
- T
- U
- V
- W
- X
- Y
- Z

## A
- Abbiategrasso
- Albairate
- Arconate
- Arese
- Arluno
- Assago

## B
- Baranzate
- Bareggio
- Basiano
- Basiglio
- Bellinzago Lombardo
- Bernate Ticino
- Besate
- Binasco
- Boffalora sopra Ticino
- Bollate
- Bresso
- Bubbiano
- Buccinasco
- Buscate
- Bussero
- Busto Garolfo

## C
- Calvignasco
- Cambiago
- Canegrate
- Carpiano
- Carugate
- Casarile
- Casorezzo
- Cassano d'Adda
- Cassina de' Pecchi
- Cassinetta di Lugagnano
- Castano Primo
- Cernusco sul Naviglio
- Cerro Maggiore
- Cerro al Lambro
- Cesano Boscone
- Cesate
- Cinisello Balsamo
- Cisliano
- Cologno Monzese
- Colturano
- Corbetta
- Cormano
- Cornaredo
- Corsico
- Cuggiono
- Cusago
- Cusano Milanino

## D
- Dairago
- Dresano

## G
- Gaggiano
- Garbagnate Milanese
- Gessate
- Gorgonzola
- Grezzago
- Gudo Visconti

## I
- Inveruno
- Inzago

## L
- Lacchiarella
- Lainate
- Legnano
- Liscate
- Locate di Triulzi

## M
- Magenta (Italie)
- Magnago
- Marcallo con Casone
- Masate
- Mediglia
- Melegnano
- Melzo
- Mesero
- Milan
- Morimondo
- Motta Visconti

## N
- Nerviano
- Nosate
- Novate Milanese
- Noviglio

## O
- Opera (Italie)
- Ossona
- Ozzero

## P
- Paderno Dugnano
- Pantigliate
- Parabiago
- Paullo
- Pero
- Peschiera Borromeo
- Pessano con Bornago
- Pieve Emanuele
- Pioltello
- Pogliano Milanese
- Pozzo d'Adda
- Pozzuolo Martesana
- Pregnana Milanese

## R
- Rescaldina
- Rho
- Robecchetto con Induno
- Robecco sul Naviglio
- Rodano
- Rosate
- Rozzano

## S
- San Colombano al Lambro
- San Donato Milanese
- San Giorgio su Legnano
- San Giuliano Milanese
- San Vittore Olona
- San Zenone al Lambro
- Santo Stefano Ticino
- Sedriano
- Segrate
- Senago
- Sesto San Giovanni
- Settala
- Settimo Milanese
- Solaro

## T
- Trezzano Rosa
- Trezzano sul Naviglio
- Trezzo sull'Adda
- Tribiano
- Truccazzano
- Turbigo

## V
- Vanzaghello
- Vanzago
- Vaprio d'Adda
- Vermezzo
- Vernate
- Vignate
- Villa Cortese
- Vimodrone
- Vittuone
- Vizzolo Predabissi

## Z
- Zelo Surrigone
- Zibido San Giacomo